# Movimiento de los Ciudadanos Responsables
El Movimiento de los Ciudadanos Preocupados (en inglés: Concerned Citizens' Movement), abreviado como CCM, es un partido político de San Cristóbal y Nieves, operativo únicamente en la Isla Nieves. Liderado por Mark Brantley, actualmente es el partido más grande en Nieves, controla los tres escaños que representan a la isla en la Asamblea Nacional y tres de los cinco escaños en la Asamblea de Nieves. El CCM opera solo en Nieves y para las elecciones generales de 2022 adhirió en una alianza «Un Movimiento» con el Movimiento de Acción Popular (PAM) que opera en San Cristóbal, luego de la ruptura de la alianza gobernante Unidad en Equipo, de la que también formó parte.
El partido se estableció en 1987 y participó por primera vez en las elecciones generales de 1989, cuando recibió el 6,4% de los votos y ganó un solo escaño. En las elecciones de 1993, su porcentaje de votos aumentó al 10,9% y ganó dos escaños. Aunque su porcentaje de votos cayó al 7,0% en 1995, retuvo ambos escaños. El partido retuvo ambos escaños en las elecciones de 2000, 2004 y 2010. El 30 de octubre de 2017, el Premier de Nieves, Vance Amory, entregó el liderazgo del partido a Mark Brantley. Este fue un movimiento sin precedentes, y la primera vez en la política de San Cristóbal y Nieves que un representante electo había entregado el liderazgo de un partido sin ser destituido o derrotado electoralmente. En las elecciones nevisianas de diciembre de 2017, Brantley obtuvo el gobierno tras liderar al CCM a la victoria. El partido ganó cuatro de los cinco escaños disponibles, lo que supuso un aumento de un escaño.
Entre sus actuales miembros ejecutivos se encuentra Alexis Jeffers. A nivel local, el partido mantiene un sistema bipartidista con el Partido Reformista de Nieves (NRP).